# Pero arizonaria
Pero arizonaria là một loài bướm đêm trong họ Geometridae.